# Olimpíada d'escacs femenina de 1957

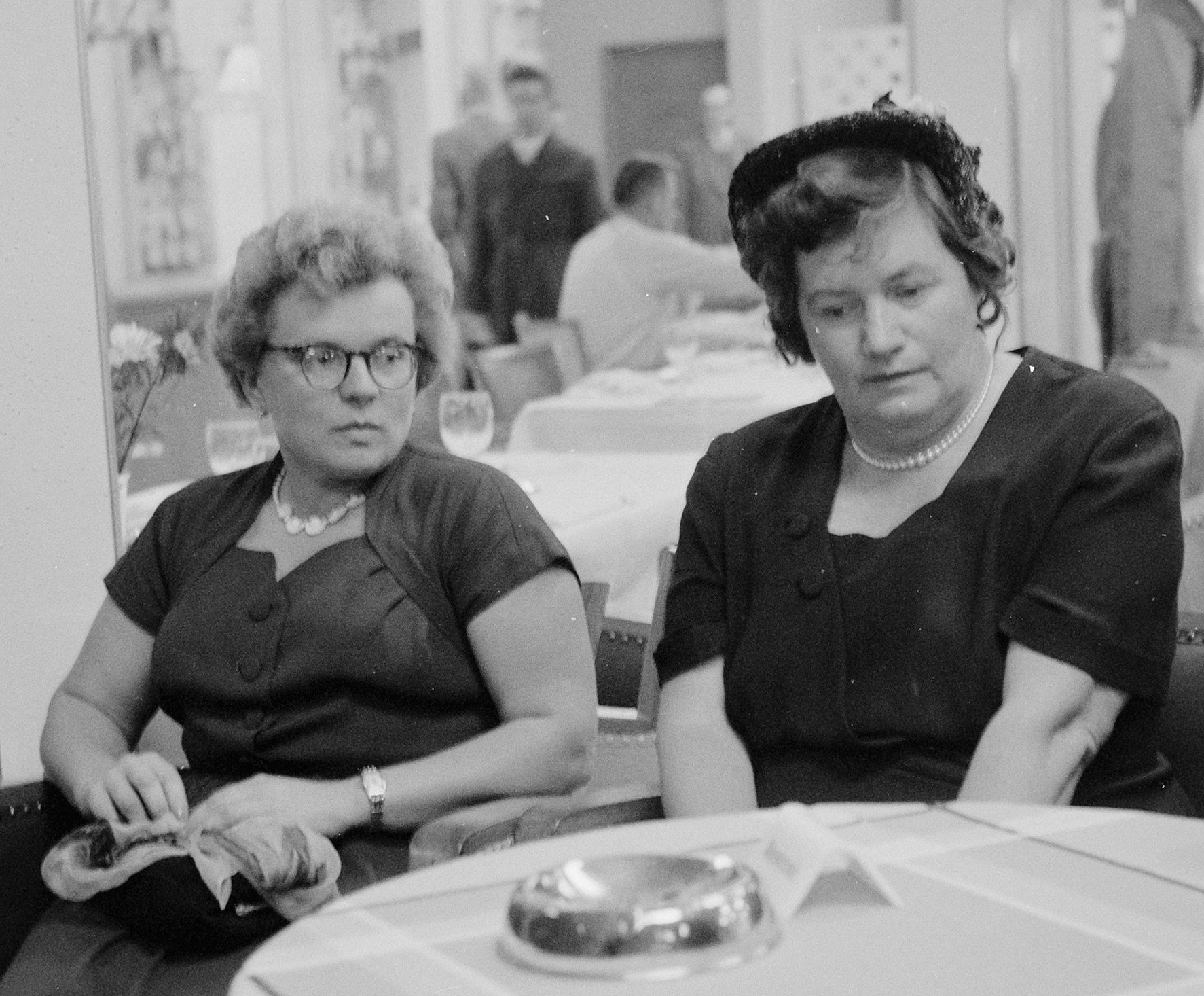
Kira Zvorykina i Olga Rubtsova, l'equip soviètic guanyador.

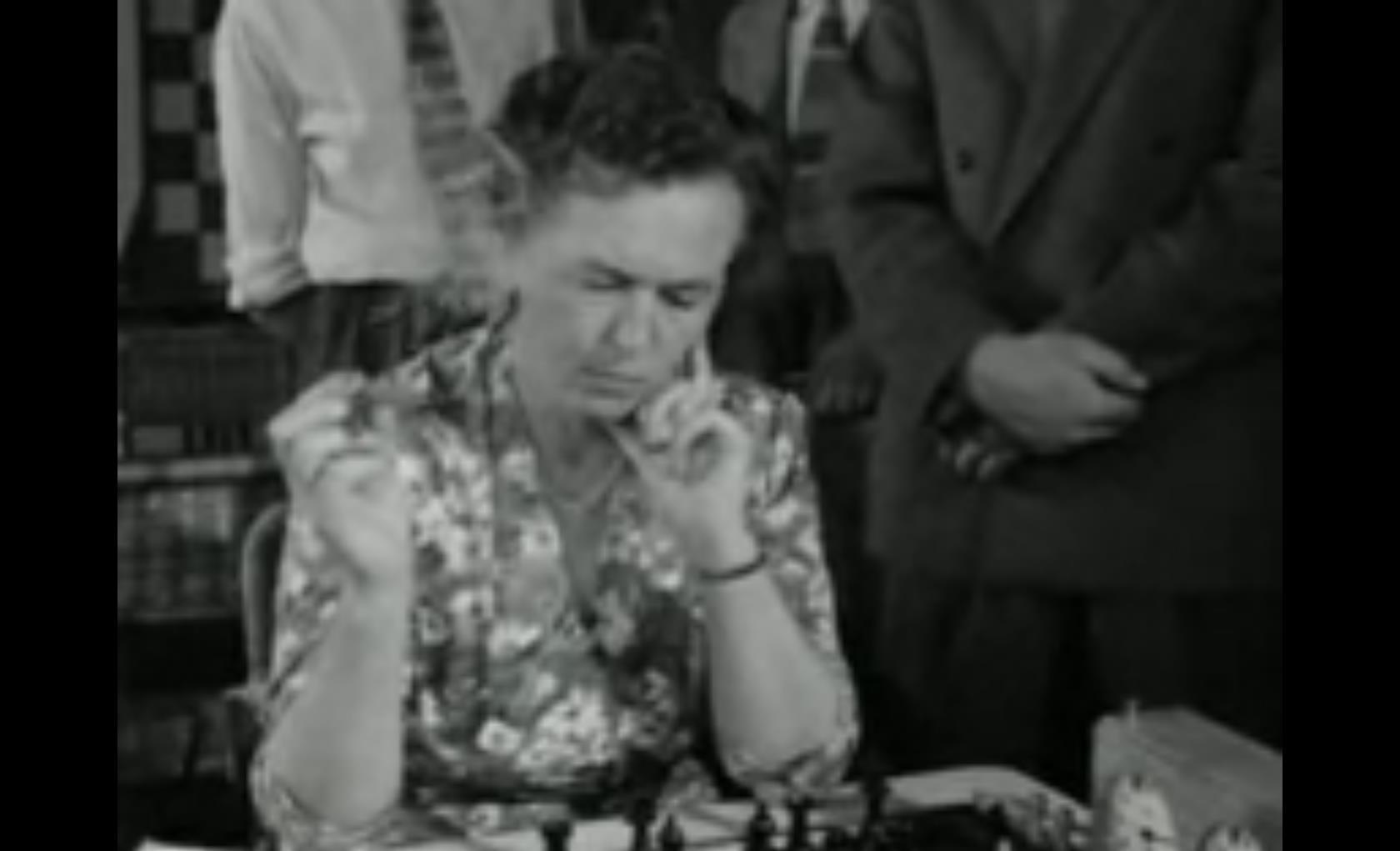
Ingrid Larsen, jugadora de l'equip danès, que acabà 13è.

L'Olimpíada d'escacs femenina de 1957, fou la primera olimpíada d'escacs femenina. Organitzada per la FIDE, va tenir lloc entre el 2 i el 21 de setembre de 1957, a Emmen, Països Baixos.

## Resultats

### Fase preliminar
Varen participar en la competició un total de 21 equips femenins, dividits en tres grups preliminars de set equips cadascun. Els tres millors de cada grup jugarien la Final A, els equips classificats 4t–5è la Final B, i els classificats en els llocs 6è–7è la Final C. Tots els grups es varen disputar per sistema round-robin.
El Grup 1 el va guanyar la Unió Soviètica, per davant dels Països Baixos i Romania.
El Grup 2 el va guanyar l'Alemanya de l'Est, per davant de Bulgària i Hongria.
El Grup 3 el va guanyar Iugoslàvia, per davant d'Alemanya Occidental i Anglaterra.

### Final
| # | País              | Jugadores                                            | Punts | MP |
| - | ----------------- | ---------------------------------------------------- | ----- | -- |
| 1 | Unió Soviètica    | Olga Rubtsova, Kira Zvorykina                        | 10½   | 12 |
| 2 | Romania           | Maria Pogorevici, Margareta Teodorescu               | 10½   | 10 |
| 3 | Alemanya Oriental | Edith Keller-Herrmann, Ursula Altrichter             | 10    |    |
| 4 | Hongria           | Irén Hönsch, Éva Kertész                             | 8½    |    |
| 5 | Bulgaria          | Venka Asenova, Antonia Ivanova                       | 8     |    |
| 6 | Iugoslàvia        | Lidia Timofeeva, Tereza Štadler                      | 7½    |    |
| 7 | Anglaterra        | Elaine Pritchard, Eileen Betsy Tranmer               | 7     |    |
| 8 | RFA               | Friedl Rinder, Ruth Landmesser                       | 6     |    |
| 9 | Països Baixos     | Fenny Heemskerk, Catharina Roodzant, A. van der Veen | 4     |    |
| #   | Country        | Players                                     | Points | MP |
| --- | -------------- | ------------------------------------------- | ------ | -- |
| 10  | Estats Units   | Gisela Kahn Gresser, Jacqueline Piatigorsky | 8      | 9  |
| 11  | Txecoslovàquia | Nina Hrušková-Bělská, Květa Eretová         | 8      | 8  |
| 12  | Polònia        | Krystyna Hołuj, Mirosława Litmanowicz       | 7½     |    |
| 13  | Dinamarca      | Ingrid Larsen, Merete Haahr                 | 4½     |    |
| 14= | Irlanda        | Hilda Chater, Beth Cassidy                  | 1      | 1  |
| 14= | Escòcia        | Peggy Steedman, R. P. Foggie                | 1      | 1  |
| #  | Country   | Players                                  | Points |
| -- | --------- | ---------------------------------------- | ------ |
| 16 | França    | Chantal Chaudé de Silans, Isabelle Choko | 8½     |
| 17 | Àustria   | Alfreda Hausner, Berta Zebinger          | 7½     |
| 18 | Finlàndia | Sirkka-Liisa Vuorenpää, Gunnel Jägerhorn | 6      |
| 19 | Noruega   | Tora Mølman, Carthy Skjønsberg           | 4½     |
| 20 | Bèlgica   | Elisabeth Cuypers, Lilly Bollekens       | 2½     |
| 21 | Luxemburg | Tresch, Welter                           | 1      |

### Medalles individuals
- Primer tauler:  Krystyna Hołuj-Radzikowska 9 / 11 = 71.8%
- Segon tauler:  Kira Zvorykina 12 / 14 = 85.7%